# CCR5

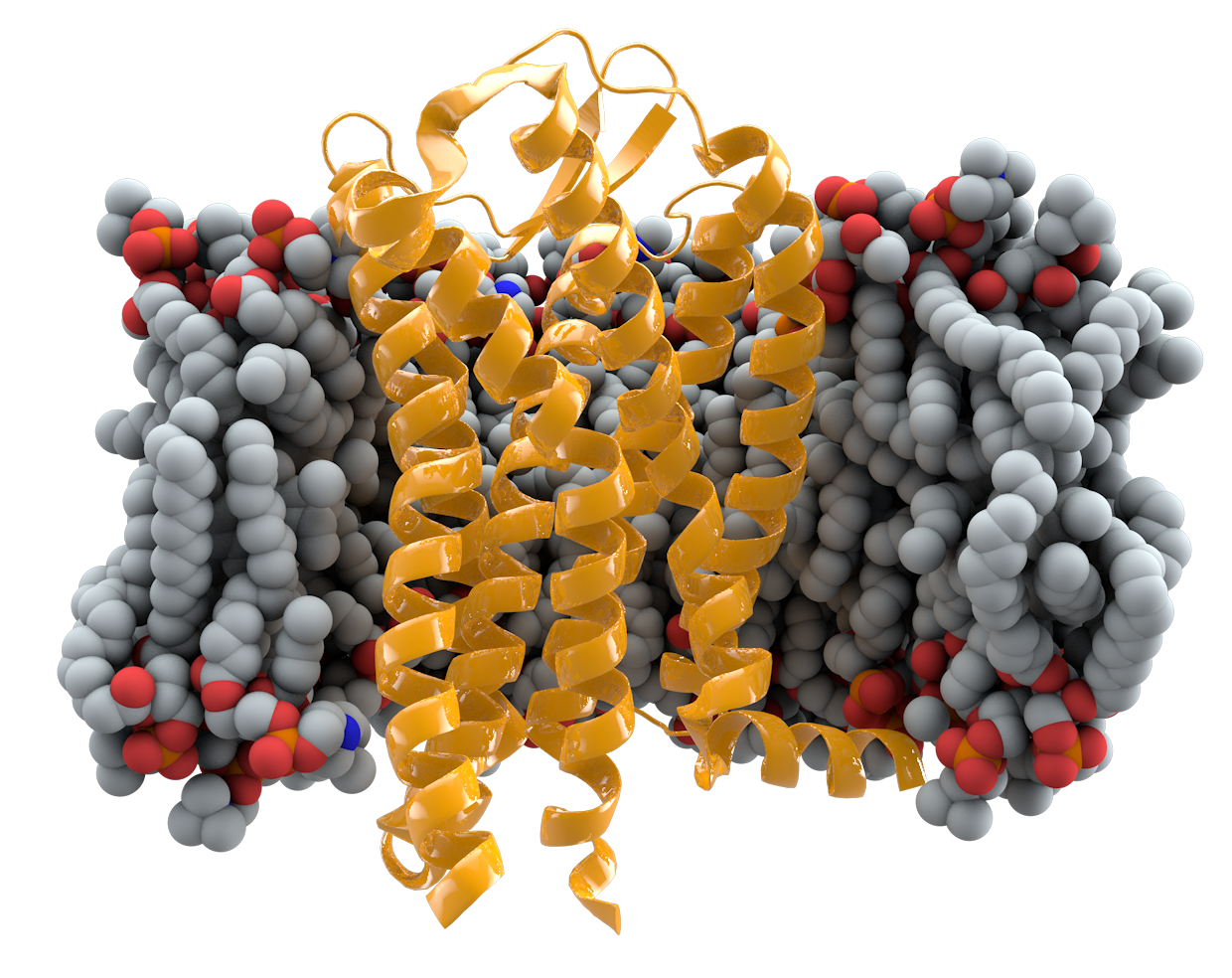
CCR5 receptor (yellow) in cell membrane (grey)

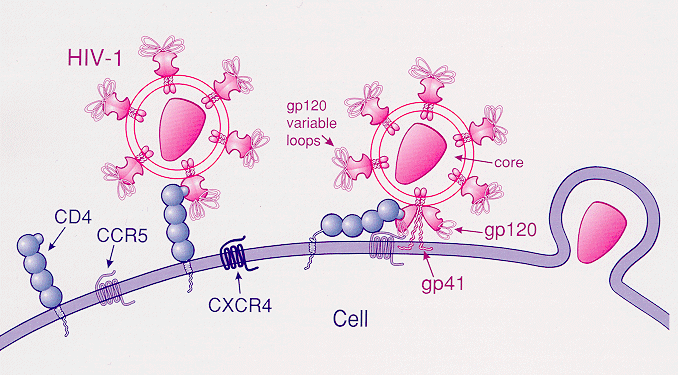
Attachment of HIV to a CD4+ T-helper cell: 1) the gp120 viral protein attaches to CD4. 2) gp120 variable loop attaches to a coreceptor, either CCR5 or CXCR4. 3) HIV enters the cell.

C-Cケモカイン･レセプター5 (C-C chemokine receptor type 5) は、CCR5あるいは、CD195とも呼ばれる膜タンパク質である
｡
ヒトでは、CCR5タンパク質をコードするCCR5遺伝子は､第3染色体短腕(p)21領域に配置されている。この膜タンパク質は、白血球表面に存在し、ケモカインの受容体として機能することで免疫系に関与している｡即ち､T細胞が特定の組織および器官をターゲットに引き付けられるプロセスに関係する｡
ヒトにおいて､CCR5はHIV感染の機序に強く関与している｡多くのHIV株が､宿主細胞に入り感染するための最初の段階でCCR5を利用している｡

。
CCR5の遺伝子にCCR5-Δ32として知られている変異を持つ集団がいる｡この突然変異のホモ接合体のキャリアである人々は、CCR5 指向性（従来いわれるところの「マクロファージ指向性」）のHIV-1感染に耐性を持つ

。

## 機能
CCR5タンパク質は内在性膜タンパク質であり、βケモカイン受容体ファミリーに属する｡CCR5タンパク質は､CCケモカイン群に対するケモカイン受容体として機能するGタンパク質共役型受容体である。
この受容体に結合するケモカインリガンドには､RANTES（CCL5としても知られているケモカイン）、マクロファージ炎症性タンパク質(MIP)1αおよび1β（それぞれCCL3およびCCL4としても知られている）がある｡また、CCL3Llとも相互作用する。CCR5は、主にT細胞,マクロファージ,樹状細胞,小膠細胞上に発現している。
正常な免疫機能におけるCCR5の正確な役割は不明であるが､CCR5は感染に対する炎症応答に対して役割を果たしている可能性がある。

## HIV感染との関係
ヒトにおいて､CCR5はHIV感染の機序に強く関与している｡多くのHIV株が､宿主細胞に入り感染するための最初の段階でCCR5を利用している｡CCR5の遺伝子にCCR5-Δ32として知られている変異を持つ集団がいる｡この突然変異のホモ接合体のキャリアである人々は、マクロファージ指向性(M-tropic)のHIV-1感染に耐性を持つ。
このCCR5の変異体であるCCR5-Δ遺伝子が大量発生したのは今から700年前とみられ、ヨーロッパにおいて天然痘による自然選択･淘汰によって残った説が今のところは有力で、ヴァイキングの移動にともなって広がったものとみられる（この変異体の遺伝子の東アジア人における保有率はゼロである）。この遺伝子は、HIVに対する耐性が高い一方で、西ナイルウイルスに感染しやすく、HIV治療に応用するには課題が残されている。